# Староварваровка (Донецкая область)
Староварва́ровка (укр. Староварварівка) — село в Александровской поселковой общине Краматорского района Донецкой области Украины.

## Общие сведения
Население по переписи 2001 года составляло 849 человек. Почтовый индекс — 84031. Телефонный код — 6269.

## Достопримечательности
В селе находится братская могила, в которой похоронены около двух тысяч солдат, погибших в Великую Отечественную войну.

## География
Староварваровка лежит на берегу водного канала. В прошлом она была административным центром Староварваровского сельсовета, к которому также принадлежало село Яковлевка, расположенное в 3 км от Староварваровки. Райцентр Александровского района расположен в 17 км. В окрестностях села находится заказник Староварваровский лес.